# Guachucal
Guachucal é um município da Colômbia, localizado no departamento de Nariño.